# سافيل (رواية)
سافيل (بالإنجليزية: Saville)‏ هي رواية للكاتب الإنجليزي ديفيد ستوري، نشرت عام 1976، لأول مرة عن دار نشر جوناثان كيب.